# Synecta duplicata
Synecta duplicata är en fjärilsart som beskrevs av W. Warren 1900. Synecta duplicata ingår i släktet Synecta och familjen mätare. Inga underarter finns listade i Catalogue of Life.